# Yu Tomidokoro
Yu Tomidokoro (født 21. april 1990) er en japansk fodboldspiller, som spiller for den japanske fodboldklub FC Ryukyu.